# Крестоносец в джинсах (фильм)
«Крестоносец в джинсах» (нидерл. Kruistocht in spijkerbroek; также «Крестовый поход в джинсах») — фильм 2006 года режиссёра Бена Сомбогарта. Фильм снят по одноименной книге Теа Бекман.

## Сюжет
Главный герой фильма — подросток Дольф, член юношеской сборной Нидерландов по футболу, подводит свою команду, и они проигрывают матч бельгийцам. Зная, что его мама работает в лаборатории, где испытывают экспериментальную машину времени, он решает воспользоваться ею, чтобы вернуться на один день назад и переиграть матч. Но случайно вводит пароль доступа в область введения даты и попадает в прошлое — 1212 год.
Дольф, не успев сообразить, где он находится, подвергается нападению разбойников. Но его выручает группа юных паломников, среди которых девушка Джен — его ровесница. Они направляются к участникам детского крестового похода и Дольф, которому надо выждать двенадцать часов прежде, чем машина времени вернёт его обратно, решает временно присоединиться к ним.
Спустя двенадцать часов он возвращается к месту телепортации, но упустив свой шанс вернуться домой, Дольф возвращается к крестоносцам. В течение похода ему приходится применять смекалку и все современные знания: искусственное дыхание, карантин для больных, умение вести переговоры, знание географии.
В то время как Дольф пытается выжить сам и помочь нуждающимся, его мама старается починить сломавшуюся машину времени и вернуть сына домой. Она, узнав из древних книг, что он участник детского крестового похода, посылает ему весточку о том, что машина телепортирует его, когда он будет в Генуе. Дольф вместе с Джен в назначенное время приходят в Геную, но на них нападают и получается так, что только он один телепортируется в наше время. Дольф, уговорив маму вернуть его обратно, возвращается в прошлое, чтобы спасти Джен. Удалось ли матери забрать Дольфа и Джен, как она обещала, через три недели в Колизее, остаётся неизвестным. В конце фильма показывают, что Дольф и Джен, вернувшись в наше время, сидят на стадионе среди болельщиков.

## В ролях
| Актёр            | Роль       |
| ---------------- | ---------- |
| Джо Флинн        | Дольф Вега |
| Стефани Леонидас | Йен        |
| Эмили Уотсон     | Мария Вега |
| Михаэль Калькин  | Ансельмус  |
| Бенно Фюрман     | Тадеус     |
| Офелия Ловибонд  | Изабелла   |

## Книга
Фильм «Крестоносец в джинсах» — это экранизация одноименного детского романа писательницы Теа Бекман, написанного в 1973 году. Книга была переведена на множество языков, в том числе и русский.

## Отличия от книги
- В фильме Дольф случайно попадает в средневековье, ошибочно набрав на компьютере цифры. В повести он специально просит ученых, исследующих машину времени, отправить его в средние века ради эксперимента.
- В фильме главного героя спасают от нападения разбойников. В книге от разбойников спасается он сам.
- Чтобы вернуться в свою эпоху Дольфу нужно было успеть к точному времени на конкретное место. В фильме он остается в XIII веке, потому что проспал, в книге вместо него случайно отправляется другой мальчик, участник детского крестового похода.
- В книге пастушка Николаса обманывают два монаха, один из которых впоследствии раскаивается и рассказывает Дольфу о заговоре против детей. В фильме обман вершит только один монах, а в сюжете присутствует молодой священник, принимающий участие в действующих событиях, и который догадывается, откуда главный герой.

## Параллели с настоящей историей
- Весной 1212 года начался Крестовый поход детей. По мнению современных исследователей, было два движения: французское и немецкое.
- Предводителем немецкой части был десятилетний[источник не указан 4842 дня] бывший подпасок по имени Николас.
- К Шпайеру юные крестоносцы подошли 25 июля 1212 года.
- Согласно традиционной версии об истории похода, по прибытии в Марсель, французские паломники[источник не указан 4842 дня] несколько дней молились о том, чтобы море расступилось перед ними. Наконец, местные купцы Гуго Ферреус и Гийом Поркус выделили им 7 кораблей, которые отправились не к Палестине, а в Алжир, прямо к работорговцам, с которыми сговорились марсельские купцы.